# Geoffrey Blainey
Geoffrey Norman Blainey AC (11 de março de 1930, Austrália) é um historiador, escritor e professor australiano, atuando nas universidades de Harvard e Melbourne. Blainey tornou-se famoso ao escrever o livro A Short History of the World (no Brasil: "Uma Breve História do Mundo") e A Short History of the Twentieth Century (no Brasil: "Uma Breve História do século XX"). Ele é proeminente em círculos acadêmicos como um comentarista político conservador.
Blainey nasceu em Melbourne e foi criado em uma série de cidades de condados de Victoria, antes de frequentar o Wesley College e a Universidade de Melbourne. Enquanto ainda frequentava a universidade, foi um editor de Farrago o jornal da União dos Estudantes da Universidade de Melbourne. Ele foi nomeado para ensinar na Universidade de Melbourne em 1962, tornando-se professor de História Econômica em 1968, professor de História em 1977 e então, Reitor da Faculdade de Artes de Melbourne em 1982. De 1994 a 1998, Blainey foi o Chanceler fundador da Universidade de Ballarat.
Geoffrey Blainey foi agraciado com o premio 'New York International Britannica Award' "pelo seu excelente trabalho na disseminação do conhecimento em favor da humanidade". Também foi premiado com as honras da Companhia da Ordem da Austrália, no Dia da Austrália. No ano seguinte, foi premiado com a Medalha Centenária.
Blainey já escreveu mais de 32 livros durante toda a sua vida, sendo A Short History of the World um bestseller na Inglaterra e nos Estados Unidos.